# Аза (Горња Гарона)
Аза (фр. Azas) насеље је и општина у јужној Француској у региону Миди Пирене, у департману Горња Гарона која припада префектури Тулуз.
По подацима из 2011. године у општини је живело 570 становника, а густина насељености је износила 44,43 становника/km². Општина се простире на површини од 12,83 km². Налази се на средњој надморској висини од 202 метара (максималној 233 m, а минималној 133 m).

## Демографија
| 1962. | 1968. | 1975. | 1982. | 1990. | 1999. | 2011. |
| ----- | ----- | ----- | ----- | ----- | ----- | ----- |
| 249   | 279   | 254   | 306   | 351   | 402   | 570   |

График промене броја становника у току последњих година